# Mattel
A Mattel Inc. egy amerikai játékgyártó cég. Székhelye a kaliforniai El Segundóban található. Legismertebb márkája a Barbie, de a szintén ismert Hot Wheels, Polly Pocket, Monster High, illetve Ever After High játékokat is ők gyártják.

## Története
A Mattel története 1945-ben kezdődött. Harold "Matt" Matson, illetve Ruth és Elliott Handler alapították, az ő neveik keresztezéséből származik a cég neve. Első játékukat 1947-ben állították elő, Uke-a-Doodle néven. 1959-ben mutatták be a Barbie babát, amely óriási sikert aratott.
1960-ban nyilvános részvénytársaság (public company) lettek.
A Hot Wheels sorozatot 1968-ban mutatták be.
Leányvállalatai közé tartozik a Fisher-Price és a Mega Bloks, illetve saját filmeket készítő leányvállalatuk is van, Mattel Creations, illetve Mattel Films néven. A cég termékei alapján régen is készültek filmek, de akkor még nem a saját nevük alatt, hanem neves filmstúdiókkal közreműködve.